# My Sharona
A My Sharona a The Knack első kislemeze, egyben első kimásolt kislemeze az együttes Get the Knack című albumáról. A dal szerzői Berton Averre gitáros és Doug Fieger énekes-ritmusgitáros voltak.
A dal megjelenése után rögtön sikerré vált, az együttes legnagyobb slágere lett. Hat hétig vezette a Billboard Hot 100 slágerlistát, az Amerikai Hanglemezgyártók Szövetsége adatai alapján pedig több mint egy millió példány fogyott el belőle. A Billboard év végi összesítésében a My Sharona az első helyen végzett.

## Helyezések
| Ország (1979–1980)                    | Helyezés |
| ------------------------------------- | -------- |
| Ausztrália (Kent Music Report)        | 1        |
| Ausztria (Ö3 Austria Top 40)          | 13       |
| Belgium (Ultratop 50 Flanders)        | 12       |
| Belgium (VRT Top 30 Flanders)         | 12       |
| Kanada (RPM 100 Singles)              | 1        |
| Franciaország (SNEP)                  | 3        |
| Írország (IRMA)                       | 14       |
| Hollandia (Top 40)                    | 20       |
| Hollandia (Single Top 100)            | 13       |
| Olaszország (FIMI)                    | 2        |
| Új-Zéland (Recorded Music NZ)         | 3        |
| Svájc (Schweizer Hitparade)           | 7        |
| Egyesült Királyság (UK Singles Chart) | 6        |
| US Billboard Hot 100                  | 1        |
| US Cash Box Top 100 Singles           | 1        |
| Németország (Media Control Charts)    | 12       |

| Ország (1994)        | Helyezés |
| -------------------- | -------- |
| Ausztrália (ARIA)    | 72       |
| US Billboard Hot 100 | 91       |

| Ország (1979)          | Helyezés |
| ---------------------- | -------- |
| Ausztrália (KMR)       | 11       |
| Kanada (RPM)           | 3        |
| Új-Zéland              | 24       |
| U.S. Billboard Hot 100 | 1        |

| Régió | Minősítés | Eladott példányszám |
| --- | --------- | ------------------- |
| Kanada (Music Canada) | platina   | 150 000^            |
| Olaszország (FIMI) | arany     | 25 000‡             |
| Egyesült Államok (RIAA) | arany     | 1 000 000^          |
| ^ Kiszállítási példányszámok kizárólag a minősítés alapján. ‡ Eladási+streaming példányszámok kizárólag a minősítés alapján. |           |                     |

## Feldolgozások
- Először Alan Tam hongkongi énekes dolgozta fel a dalt 1980-as 愛到妳發狂 című albumán.
- A The Number 12 Looks Like You nevű együttes 2005-ben dolgozta fel a dalt a An Inch of Gold for an Inch of Time című EP-n.
- A svéd heavy metál együttes, a HammerFall szintén feldolgozta a dalt 2009-es No Sacrifice, No Victory című albumán.
- A brit duó Royal Blood szintén előadta a saját verzióját a BBC Live Lounge című műsorában.